# Canon EOS 80D
La Canon EOS 80D è una fotocamera reflex DSLR semiprofessionale prodotta da Canon e annunciata il 18 febbraio 2016. Ha sostituito Canon EOS 70D.

## Caratteristiche
- Sensore CMOS da 22,3 x 14,9 mm
- 24,20 megapixel
- Processore DIGIC 6
- Attacco obiettivo EF/EF-S
- 45 punti AF a croce (45 punti AF a croce f/5,6, 27 punti f/8 [9 a croce], punto centrale f/2,8 e f/5,6 a croce doppia)
- Esposimetro RGB+IR da 7560 pixel
- ISO 100-12800 (25600 in modalità H)
- Tempo di esposizione 30"-1/8000, bulb
- Mirino Ottico Pentaprisma 100% 0,95x
- Touch screen orientabile da 7,7 cm (3") 3:2 Clear View II TFT, circa 1.040.000 punti
- Flash GN integrato 12 metri
- Sincronizzazione X 1/250
- Scatto continuo 7 fps
- Dimensioni: 139 x 105,2 x 78,5 mm
- Durata batteria 960 scatti(a 23 °C, AE 50%, FE 50%)
- Ambiente operativo 0-40 °C; umidità: 85% o meno
- Peso: circa 730 g (standard CIPA, incluse batteria e scheda di memoria)